# Labastide-du-Temple
Labastide-du-Temple är en kommun i departementet Tarn-et-Garonne i regionen Occitanien i södra Frankrike. Kommunen ligger i kantonen Castelsarrasin 2e Canton som tillhör arrondissementet Castelsarrasin. År 2022 hade Labastide-du-Temple 1 137 invånare.

## Befolkningsutveckling
Antalet invånare i kommunen Labastide-du-Temple
| Referens: INSEE |